# 阿尒夫人
阿尒夫人（?—?），百济第14代国王近仇首王的夫人。
阿尒夫人是百济第15代国王枕流王的母亲，根据1959年《百濟王位繼承考》的考证，阿尒夫人姓真氏，是内臣佐平真高道的女儿。384年，近仇首王死后，由其长子枕流王继承百济王位。
- 丈夫：近仇首王
- 儿子：枕流王
  - 孙子：阿莘王
- 儿子：辰斯王
- 公公：近肖古王
- 婆婆：王妃真氏

## 相关影视
- 《近肖古王》咸恩静饰演